# Ведерково
Ведерково — деревня в Грязовецком районе Вологодской области.
Входит в состав Комьянского муниципального образования, с точки зрения административно-территориального деления — в Ведерковский сельсовет.
Расстояние до районного центра Грязовца по автодороге — 39 км, до центра муниципального образования Хорошево по прямой — 7 км. Ближайшие населённые пункты — Рябиновка, Кликуново, Ивняк, Сычево, Низовка, Обериха.
По переписи 2002 года население — 13 человек.